# Iwo Naumowicz
Iwo Naumowicz (ur. 12 kwietnia 1984 w Port Elizabeth, Południowa Afryka) - raper. Członek Akademii Fonograficznej ZPAV.

## Życiorys
Od 2003 członek zespołu SOFA, w którym pełni rolę MC oraz autora tekstów. Ze względu na afrykańskie korzenie teksty artysty są w języku angielskim. 
Razem z kolegami z zespołu pojawia się w utworze S.Dreams na płycie 3 Andrzeja Smolika. STUB pojawił się również w dwóch utworach na płycie Black Electro zespołu Mosqitoo wydanego w 2007.
Pseudonim: STUB (m.in. skrót od ang. "stubborn"). Prowadzi program radiowy pod tytułem RAP GRA w Radio GRA (Toruń).